# Nitra nad Ipľom
Nitra nad Ipľom (em húngaro: Ipolynyitra) é um município da Eslováquia, situado no distrito de Lučenec, na região de Banská Bystrica. Tem 8,12 km² de área e sua população em 2018 foi estimada em 378 habitantes.

## Demografia
| Ano:        | 1994 | 2004    | 2014    | 2024   |
| ----------- | ---- | ------- | ------- | ------ |
| Broj ljudi: | 244  | 283     | 367     | 374    |
| Razlika:    |      | +15,98% | +29,68% | +1,90% |

| Ano:               | 2023 | 2024   |
| ------------------ | ---- | ------ |
| Número de pessoas: | 375  | 374    |
| Diferença:         |      | -0,26% |